# Introdukce (hudba)
Introdukce (česky úvod, vstup) je v hudbě zahájení krátkou instrumentální větou, která předchází hlavní větě (např. rondu, fugě, předehře, koncertu nebo symfonické větě).
Je to více nebo méně rozpředený úvod v pomalém tempu (adagio, largo), jenž tematicky těžívá z myšlének bezprostředně naň se navazujícího allegra.
Od předehry a preludia se liší tím, že nemá uzavřenou formu a není samostatným kusem.
V oblasti opery lze termín introdukce použít i pro první souborový kus, který bezprostředně navazuje na předehru. To může být zpěv a instrumentální hudba a může mít také delší formu, která zahrnuje sbor i vstupní árii (např. Donizettiho Anna Bolena, Il castello di Kenilworth nebo Poliuto).
Může to také být orchestrální předehra mezi ouverturou a vyzdvižením opony, ve starší italské opeře však i celá první scéna.